# 더 프리미엄 몰츠

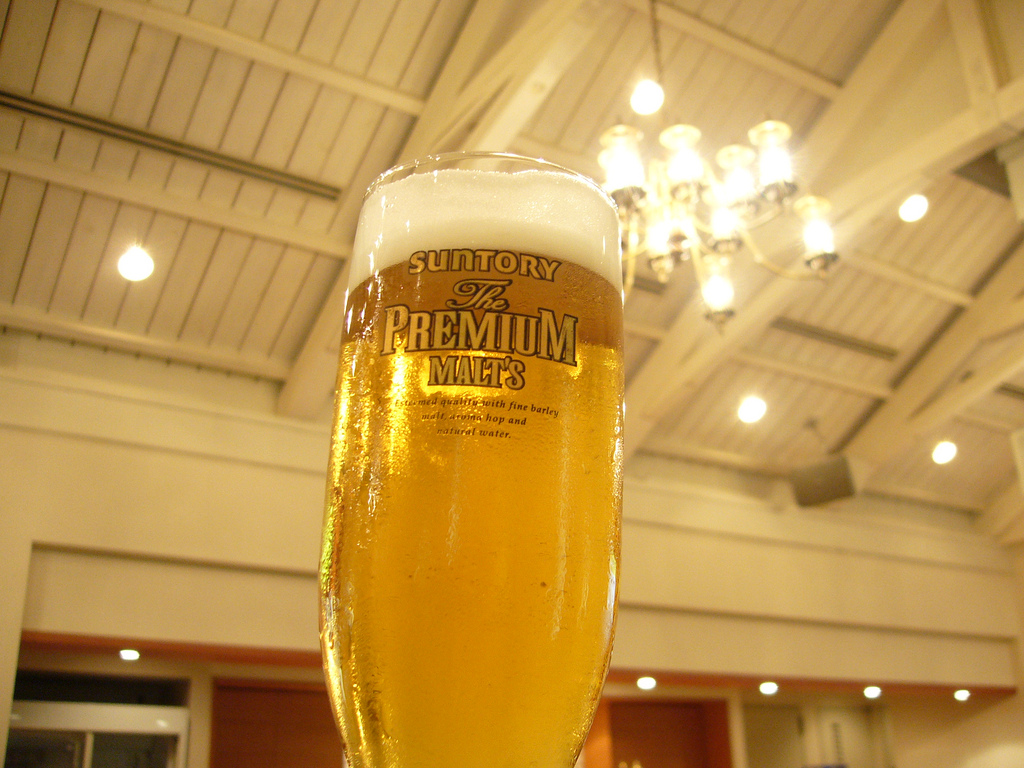
맥주컵에 들어있는 더 프리미엄 몰츠

더 프리미엄 몰츠(일본어: ザ・プレミアム・モルツ)는 일본의 맥주회사 산토리 맥주가 생산하고 산토리 주류가 판매하는 맥아 100%의 필스너 스타일 맥주이다. 공식 약칭은 프레모루(プレモル)이다.
원래는 도쿄도 후추시 무사시노 맥주 공장에서 야마모토 류조가 개발한 한정품이다. 1989년에 몰츠 슈퍼 프리미엄(モルツ スーパープレミアム)이란 이름으로 발매를 시작하였다. 2000년 11월 28일에 21세기 기념으로 몰츠 슈퍼 프리미엄 2001(モルツ スーパープレミアム2001)이라는 이름으로 캔맥주로 한정 판매하고 이듬해 2001년 4월 17일에 몰츠 슈퍼 프리미엄의 캔맥주와 병맥주를 연중 판매화하였다. 2003년 5월 20일에 명칭을 현재의 더 프리미엄 몰츠로 변경하여 발매를 시작했다.